# Bergstrand (månekrater)
Bergstrand er et nedslagskrater på Månen, beliggende på Månens bagside og opkaldt efter den svenske astronom Östen Bergstrand (1873 – 1948).
Navnet blev officielt tildelt af den Internationale Astronomiske Union (IAU) i 1970. 

## Omgivelser
Bergstrandkrateret ligger lige sydøst for det fremtrædende Aitkenkrater, og nordøst for det bjergomgivne bassin Vertregt.

## Karakteristika
Bergstrands rand er nogenlunde cirkulær, bortset fra den sydvestlige del, hvor det større satellitkrater "Bergstrand Q" er trængt ind i den ydre væg. Ellers er den ydre væg kun meget lidt nedslidt og kun ramt af et lille nedslag i den sydlige rand. Den indre kraterbund er temmelig flad med kun få småkratere.

## Satellitkratere
De kratere, som kaldes satellitter, er små kratere beliggende i eller nær hovedkrateret. Deres dannelse er sædvanligvis sket uafhængigt af dette, men de får samme navn som hovedkrateret med tilføjelse af et stort bogstav. På kort over Månen er det en konvention at identificere dem ved at placere dette bogstav på den side af satellitkraterets midte, som ligger nærmest hovedkrateret. Bergstrandkrateret har følgende satellitkratere:
| Bergstrand | Længde  | Bredde   | Diameter |
| ---------- | ------- | -------- | -------- |
| G          | 20,0° S | 179,4° E | 34 km    |
| J          | 20,4° S | 178,2° E | 25 km    |
| Q          | 20,1° S | 175,1° E | 59 km    |